# 平川國一
平川 國一（ひらかわ くにかず）は、日本の建築家。建築設計事務所環境設計工房を主宰。
1961年、日本大学理工学部建築学科卒業。1971年まで、佐藤兄弟建築設計事務所で建築設計と監理に従事。千葉商科大学キャンパス、三会堂ビル、新宿高野ビル、浅田飴ビルなどを担当する。1972年に独立し、環境設計工房を設立。1971年から日本大学理工学部建築学科の非常勤講師をつとめ、その後生産工学部建築工学科や理工学部海洋建築学科の非常勤講師もつとめる。
日本火災株式会社軽井沢厚生寮公開建築設計競技で佳作に入選し、習志野商工会議所・会館公開建築設計競技では当選した。代表作に千葉商科大学体育館と大学会館、海城学園キャンパス、マーキュリーホテル、軽井沢遠見山荘研修棟などがある。